# The Right Person Will Stay
Albums de Lana Del Rey
Did you know that there's a tunnel under Ocean Blvd (2023)
Singles
Sortie: 11 avril 2025
2. "Bluebird"
L'auteure-compositrice-interprète américaine Lana Del Rey devrait sortir son dixième album studio sous le label Interscope Records et Polydor Records. Initialement intitulé Lasso puis The Right Person Will Stay, l’album devrait comporter des influences de musique country. Il a été précédé par le premier single, " Henry, come on ", sorti le 11 avril 2025, et le deuxième single, " Bluebird ", sorti le 18 avril 2025.

## Contexte
En 2021, Lana Del Rey a annoncé avoir enregistré un album complet de reprises de chansons country, inspirées de ses singles Ride (2012) et Video Games (2011). Elle explique : « Je suis retournée écouter Ride et Video Games et j'ai pensé, vous savez, elles ont quelque chose de country. Peut-être que la façon dont Video Games a été remasterisée les rendait pop, mais il y avait définitivement quelque chose d'americana dans ces chansons. ».
Pour le reste de l'année, Lana Del Rey a décidé de « tester les eaux du country » en interprétant une reprise de Stand by Your Man en septembre, une interprétation de Unchained Melody en novembre et en sortant une reprise de Take Me Home, Country Roads en décembre Lors d'un discours aux NMPA Songwriter Awards le 31 janvier 2024, Lana Del Rey a rendu hommage à son collaborateur de longue date Jack Antonoff et annonça qu'ils allaient « se tourner vers le country » pour son prochain projet musical, motivée par le succès de nombreuses sorties grand public à succès commercial en 2023. Ce changement de genre marquerait un tournant important par rapport à sa production musicale majoritairement pop alternative La chanteuse annonça également que l'album s'intitulerait Lasso et, qu’il serait prévu pour une sortie en septembre 2024 Le 21 août 2024, Lana Del Rey a confirmé dans une interview avec le magazine Vogue qu'elle sortirait « deux autres [singles] [...] d'ici la fin de l'année » ; toutefois, cela ne se concrétisa pas. Elle précise aussi que le son de l'album ne constituerait pas un « grand écart » par rapport à ses précédents albums, mais qu’il serait néanmoins marqué par une « production country classique, américaine ou sudiste gothique ».
Le 25 novembre 2024, le jour même où elle annonça qu’elle partirait en tournée dans des stades à travers le Royaume-Uni et l’Irlande, elle annonça dans un post sur Instagram que l'album, désormais intitulé The Right Person Will Stay, sortirait le 21 mai 2025 et qu'une chanson intitulée « Henry, Come On » serait pré-publiée. Le 11 avril, la chanson sortie en tant que premier single de l'album. Dans un autre post Instagram, le même jour, elle révéla que l’album avait subi un deuxième changement de titre et ne sortirait finalement pas en mai.

## Singles et promotion
Le premier single de l’album, « Henry, Come On », co-écrit avec Luke Laird et produit par Laird et Drew Erickson; ce morceau adopte une esthétique country/western/Americana marquée. Il est salué par la critique pour son authenticité émotionnelle, ses arrangements de cordes subtils et son atmosphère rurale introspective.
Une semaine plus tard, Lana Del Rey publie « Bluebird » en tant que single promotionnel. Cette ballade folk-country minimaliste évoque des thèmes de transformation et de libération, avec une instrumentation acoustique épurée et une imagerie poétique rappelant « Blackbird » des Beatles.
Ces titres illustrent l’orientation stylistique de l’album, largement influencée par la scène country contemporaine, notamment par la collaboration avec Luke Laird, figure du genre. Aux côtés de Laird, Jack Antonoff, Drew Erickson et Zach Dawes assurent la production du projet.
Lana Del Rey inaugure cette nouvelle ère musicale au Stagecoach Festival en avril 2025, à Indio (Californie), où elle interprète plusieurs morceaux inédits tels que « Stars Fell on Alabama » et « Quiet in the South ». Elle lance également une tournée des stades au Royaume‑Uni et en Irlande entre fin juin et début juillet 2025.

## Anecdote
- La chanson « Bluebird » est née un jour où Lana s'apprêtait à sortir pour une balade avec quelqu’un qu’elle voyait depuis longtemps et qu’ils n’avaient pas revu depuis un moment. Elle se sentait partagée quant à savoir si elle devait y aller. En se préparant, un oiseau a soudainement heurté les portes-fenêtres à double vitrage de sa chambre. Elle a ouvert la porte et découvert un petit oiseau, probablement un moineau, au sol — un choc l’a bouleversée. Touchée émotionnellement, elle a pris l’oiseau dans ses mains (sans se soucier de sa santé), espérant le voir survivre. Elle s’est mise à chanter spontanément un refrain : « little bird, fly away » (“petit oiseau, vole loin”), pour encourager l’oiseau à s’envoler pour eux deux. Elle pleurait à la fois pour elle et pour l’animal. À ses yeux, ce petit oiseau devenait un signe, une communication symbolique venue de la nature dans un moment très intense — pas de manière sacrificielle, mais comme un message de clarté intérieure. Finalement, l’oiseau a survécu et a repris son envol, ce qu’elle a interprété comme un symbole lié à l’état incertain de sa relation à ce moment-là. Malgré ce signe, elle a décidé d’aller tout de même à la balade, ce qui a mené à “plus d’années de confusion” relationnelle selon ses mots.

Cette histoire donne à « Bluebird » toute sa dimension symbolique : l’oiseau blessé devient un miroir de la blessure émotionnelle de Lana, une métaphore de la guérison espérée. Elle chante à l’oiseau comme pour se chanter à elle-même la possibilité de s’envoler, d’échapper à une relation toxique.